# Isostyla zetila
Isostyla zetila är en fjärilsart som beskrevs av Jean Baptiste Boisduval 1870. Isostyla zetila ingår i släktet Isostyla och familjen tandspinnare. Inga underarter finns listade i Catalogue of Life.